# 和田精
和田 精（わだ せい、1893年（明治26年）1月15日 - 1970年（昭和45年）4月11日）は、音響演出家。日本における音響効果の創始者であり、築地小劇場では創立メンバーの一人として音響や照明を担当した。息子はイラストレーターの和田誠でその妻は料理愛好家の平野レミ、孫はロックバンド・TRICERATOPSの和田唱でその妻（孫嫁）は上野樹里。

## 経歴
千葉県佐倉に生まれ、東京に育つ。東京高等師範学校附属中学校（現在の筑波大学附属中学校・高等学校）では同級生に帰山教正や渋沢秀雄がいた。
1915年に東京高等工業学校（現在の東京工業大学）窯業科を卒業後、石川県金沢市の日本硬質陶器に就職。4年後、東京に戻り東京電気（現在の東芝）に転職し、照明技術者として工場勤務する。私生活では趣味で土方与志主宰の舞台模型研究所に参加し、模型作りに役立つ電気関係の材料を集めるなどしていた。
同じ頃、土方と共同で「舞台の会」を運営し、千田是也たちの演劇研究会にリーダー格で関わるなど複数の演劇研究会に参加する。1920年には帝劇でワーグナーの楽劇『タンホイザー』（演技指導・土方与志、指揮・山田耕筰）が上演された際に誤植でパンフレットに「照明：和田精」と明記されたことがきっかけで、本格的に演劇界に参入する。1921年、明治座における市川左団次一座公演『俊寛』（演出・小山内薫）では、噴煙の音を出すための、電気式による大掛かりな音響装置を伊藤熹朔・土方与志・山田耕筰と共に考案制作する。舞台や放送で音響効果マンとして長年従事した岩淵東洋男は、同公演を「『効果』の芽生え」、すなわち日本初の音響効果の試みであったと評している。

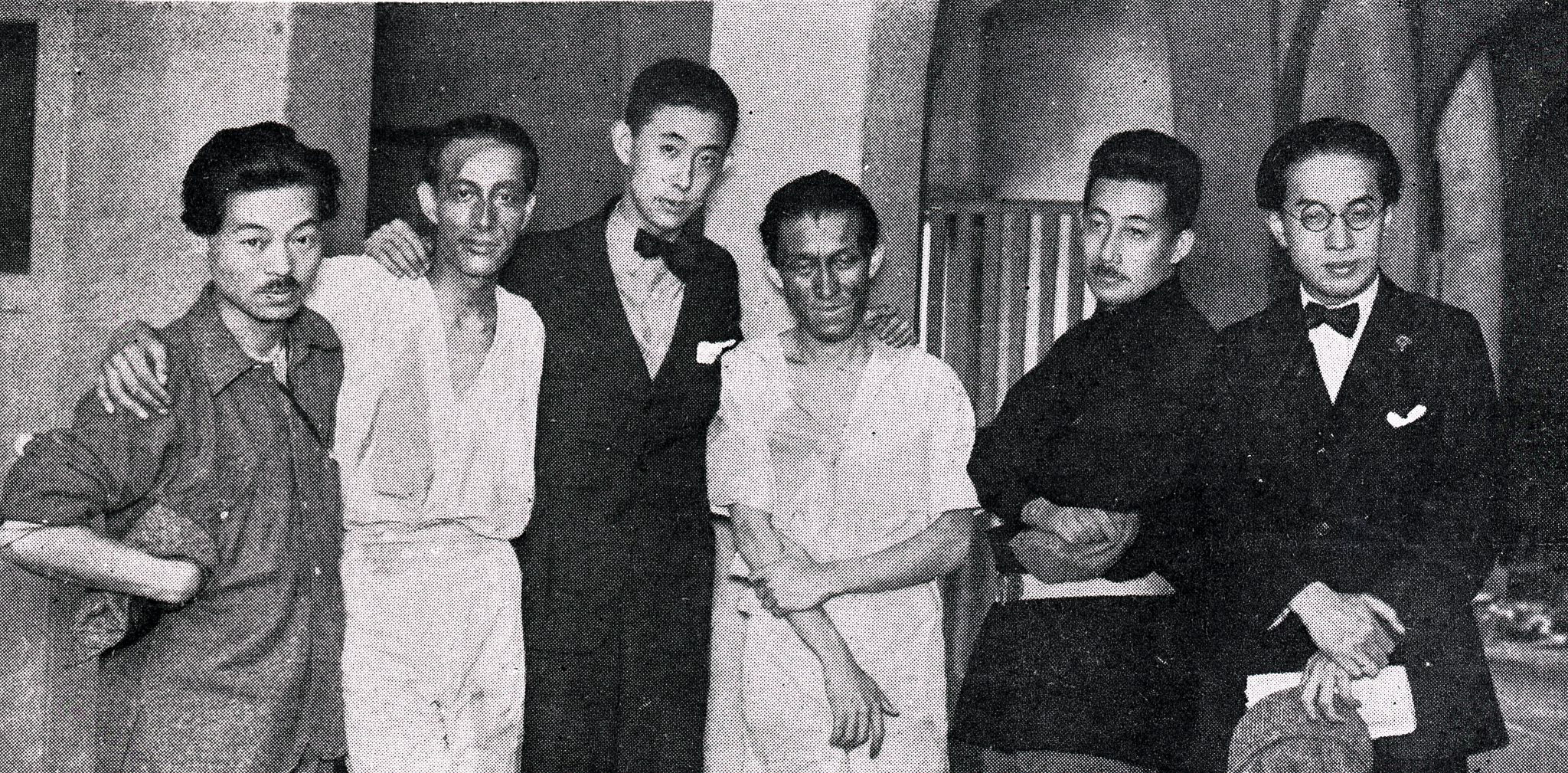
設立時の築地小劇場同人。
左から和田精、汐見洋、浅利鶴雄、友田恭助、小山内薫 、土方与志

1924年、築地小劇場の創立に同人として参加する。和田は同劇場で音響と照明を受け持ち、第1回公演から80回を超える公演に関わった。また、裏方のみでなく、チャペック『虫の生活』上演の際は解説者として舞台に出演している。この頃、国内の本格的ラジオドラマの先駆けである『炭坑の中』（1925年）、同トーキー映画第1号『黎明』（小山内薫監督、1927年）の音響効果を担当する。
中でも『炭坑の中』での実績が評価され、1928年に築地小劇場が分裂した後は、1930年にスタジオディレクターとして社団法人日本放送協会関西支部（JOBK。現在のNHK大阪放送局）演出部に入社する。1935年には連続ドラマ『富士に立つ影』（原作：白井喬二）において、尺八とオーケストラによる国内初のテーマ音楽を手掛けるが、当時、国内においてはテーマ音楽の存在が認識されておらず、上司から「毎日同じ音楽を流すとは何事だ。手を抜くな」と怒られたというエピソードも残っている。
第二次世界大戦末期、1944年にJOBKを解雇される。理由は不明だが、和田の知人は「築地にいたから思想的に危険人物だと思われたんじゃないか」と発言している。1945年3月に東京に戻り、世田谷代田の亡父の家で失業生活を送る。1946年3月、青山杉作の紹介で岩淵達治や氏家齊一郎たちの学生演劇『アルト・ハイデルベルク』の演出を指導。
1951年、小谷正一の要請で大阪の新日本放送（現在の毎日放送）に招かれ、毎日放送取締役及び制作担当総務を歴任する。ラジオやテレビドラマの演出を担当し、3年連続で文部省芸術祭放送部門文部大臣賞を受賞、「ラジオの神様」と呼ばれた。70歳を過ぎた頃、現役を退く。1961年黄綬褒章を受章、1967年勲四等旭日小綬章を受章。
1970年4月11日、脳軟化症のため東京中野区の立正佼成会附属佼成病院で逝去。